# جرب‌های سرخ
جرب‌های سرخ (نام علمی: Trombicula) نام یک سرده از بالاخانواده مخمل‌هیره‌واران است.